# راسکال خواب یک خواهر بیرون‌رفته را نمی‌بیند
راسکال خواب یک خواهر بیرون‌رفته را نمی‌بیند (به انگلیسی: Rascal Does Not Dream of a Sister Venturing Out) یک فیلم انیمه درام عاشقانه محصول ۲۰۲۳ ژاپن است که بر اساس جلد هشتم از سری لایت ناول‌های بانی گرل سنپای نوشته هاجیمه کاموشیدا و تصویرگری کنجی میزوگوچی است.. این فیلم توسط استودیو کلوورورکس تولید شده و دنباله ای بر فیلم انیمه راسکال خواب یک دختر خیالی را نمی‌بیند در سال ۲۰۱۹ است.
این فیلم در ۲۳ ژوئن ۲۰۲۳ در ژاپن به نمایش درآمد.